# Национальное единение (Армения)
Партия «Национальное единение» (арм. Ազգային միաբանություն, «National Unity») — бывшая оппозиционная, левоцентристская партия, созданная в 1997 году. Лидером является Арташес Гегамян, который баллотировался в 2003 и 2008 на пост президента Армении. Во внутренней политике выступает за осуществление государственной поддержки частному предпринимательству и фермерству, развитие науки, сотрудничество науки и бизнеса.
По состоянию на 27 апреля 2018 Арташес Гегамян входи т во фракцию РПА национального собрания армении.

## Первый созыв (1999—2003)
(в составе блока «Право и единение»)
Гегамян, Арташес Мамиконович Руководитель
Аршакян, Агаси Арамаисович Секретарь
Азизян, Наполеон Суренович
Бабуханян, Айк Борисович
Хачатрян, Грант Грачаевич
Карапетян, Алексан Амбарцумович
Арутюнян, Гамлет Микаэлович

## Второй созыв (2003—2007)
Гегамян, Арташес Мамиконович Руководитель
Карапетян, Алексан Амбарцумович Секретарь
Азизян, Наполеон Суренович
Аракелян, Корюн Варданович
Аршакян, Агаси Арамаисович
Туманян, Самвел Саркисович
Костандян, Гагик Бегларович
Мурадян, Арутюн Бахтибекович
Оганесян, Амаяк Константинович